# Braque français
De braque français is een hondenras afkomstig uit Frankrijk. Het is een jachthond, die vooral geschikt is voor het vinden van wild.
De braque français heeft twee vormen: de braque français, type Gascogne en de braque français, type Pyrénées.
De Gascogne is groter dan de Pyrénées: een volwassen reu is ongeveer 64 centimeter hoog en een volwassen teef ongeveer 62 centimeter, terwijl dat bij de Pyrénées ongeveer 53 respectievelijk 52 centimeter is.